# Ugo Legrand

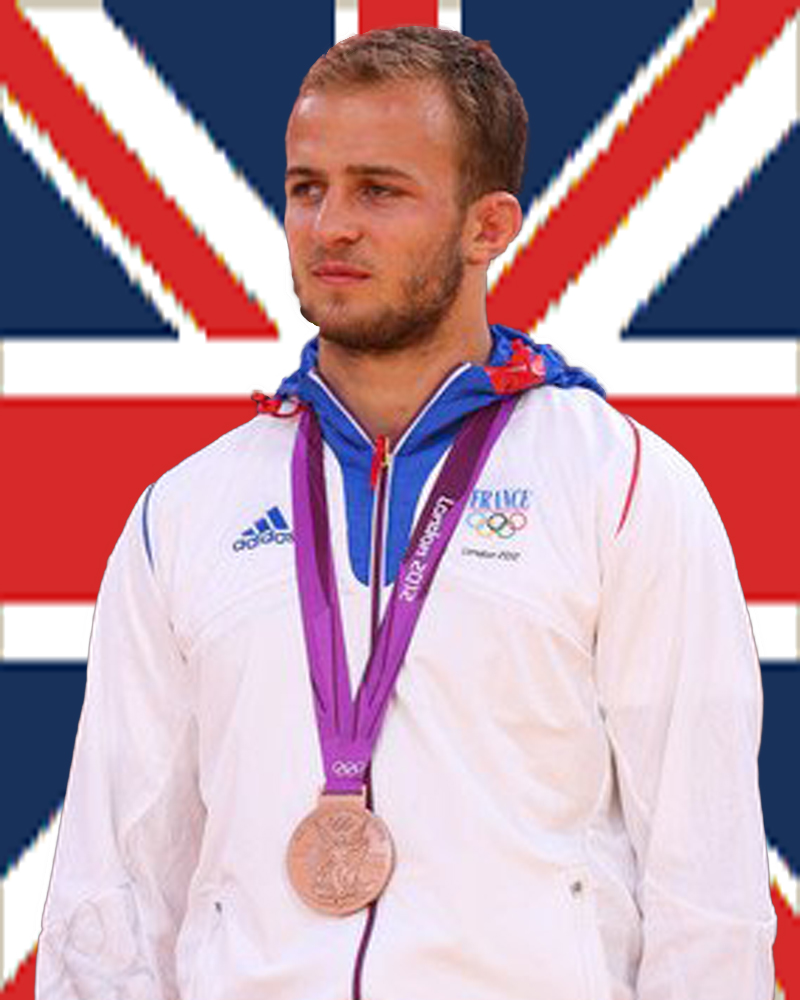
Ugo Legrand

Ugo Legrand, född den 22 januari 1989 i Mont-Saint-Aignan, är en fransk judoutövare.
Han tog OS-brons i herrarnas lättvikt i samband med de olympiska judotävlingarna 2012 i London.